# Авельянеда, Марио
Марио Авельянеда Сориано (исп. Mario Avellaneda Soriano; род. 12 ноября 1974) — испанский легкоатлет, специалист по спортивной ходьбе. Выступал за сборную Испании по лёгкой атлетике в 1998—2006 годах, победитель Кубков мира и Европы в командном зачёте, призёр первенств национального значения.

## Биография
Марио Авельянеда родился 12 ноября 1974 года в городе Гранольерс, автономное сообщество Каталония.
Впервые заявил о себе в лёгкой атлетике на международном уровне в сезоне 1998 года, когда вошёл в состав испанской национальной сборной и выступил на Кубке Европы по спортивной ходьбе в Дудинце, где занял 14-е место в личном зачёте 50 км и тем самым помог своим соотечественникам выиграть командный зачёт.
В 2000 году на Кубке Европы в Айзенхюттенштадте в той же дисциплине был шестым и вторым в личном и командном зачётах соответственно.
На Кубке Европы 2001 года в Дудинце пришёл к финишу на 16-й позиции, вновь стал серебряным призёром командного зачёта.
На Кубке мира 2002 года в Турине в ходе прохождения дистанции в 50 км был дисквалифицирован.
В феврале 2003 года на домашних соревнованиях в Оренсе установил свой личный рекорд в ходьбе на 50 км — 3:49:35. На Кубке Европы в Чебоксарах финишировал седьмым в личном зачёте и получил серебро командного зачёта.
В 2004 году стал девятым на Кубке мира в Наумбурге, при этом в командном зачёте взял бронзу.
На Кубке Европы 2005 года в Мишкольце занял 23-е место.
В 2006 году на Кубке мира в Ла-Корунье был снят с дистанции в 50 км, получив дисквалификацию.
Завершил спортивную карьеру по окончании сезона 2011 года.